# Sapsalampi
Sapsalampi är en sjö i kommunen Alavo i landskapet Södra Österbotten i Finland. Sjön ligger 113,6 meter över havet. Den är 28 meter djup. Arean är 1,13 kvadratkilometer och strandlinjen är 17,22 kilometer lång. Sjön  ingår i Lappo å huvudavrinningsområde.   Den ligger omkring 55 kilometer sydöst om Seinäjoki och omkring 260 kilometer norr om Helsingfors. 
I sjön finns ön Halkosaari. 